# Siphonogorgia splendens
Siphonogorgia splendens is een zachte koraalsoort uit de familie Nidaliidae. De koraalsoort komt uit het geslacht Siphonogorgia. Siphonogorgia splendens werd in 1906 voor het eerst wetenschappelijk beschreven door Kükenthal. 